# Каррилло, Ахилле
Ахилле Каррилло (итал. Achille Carrillo, род. 24 июля 1818, Авеллино, Королевство Обеих Сицилий — ум. 20 августа 1880 г., Неаполь) — итальянский художник-пейзажист, принадлежавший к «школе Позиллипо».

## Жизнь и творчество
Родился в семье прокурора королевского суда Филиппа Каррилло, и его супруги Ракель Грассо. Получил юридическое образование, после чего с 1842 года некоторое время работал адвокатом в родном городе. Затем переехал в Неаполь и здесь поступает в художественную мастерскую Гиацинто Гиганте, где берёт уроки живописи и графики, в первую очередь акварели. Для углубления своих знаний и мастерства Каррилло далее посещает занятия в Королевском институте изящных искусств, в классе живописца Габриэле Смаргиасси (1798—1882).
Один из основателей художественного объединения «Союз поддержки изобразительного искусства» в Неаполе. Участник рада выставок-биеннале в неаполитанском Королевском музее Бурбонов. В организованной городским управлением Неаполя выставке 1862 года художник представляет свою картину «Пейзаж у Позиллипо», в 1866 году это полотно «Масличная гора», в 1873 году представляет, вне конкурсной программы, свои картины "Ущелье, «После дождя», «Тополь и смоковница». В 1870 году был награждён золотой медалью художественной выставки в Парме за своё полотно «Вид на Неаполь из Позиллипо». В 1869 году Ахилле Каррилло замещает на профессорской кафедре в неаполитанской Академии художеств место Теодоро Дуклередера. Каррилло преподаёт в Академии пейзажную живопись. В 1877 году он вновь избирается на эту должность. Среди учившихся у него студентов следует отметить Эдуардо Монтефорте, Винченцо Монтефуско, Ахилле Петрочелли, Сальваторе Петруоло и Винченцо Каприле. Обширная выставка работ Каррилло состоялась в Неаполе в 1881 году, уже после смерти художника. Две его картины демонстрировались в том же году также в Милане, на Национальной художественной выставке («Сельские сумерки » и «Пейзаж»).
Наиболее полную подборку работ Ахилле Каррилло можно найти в неаполитанском Музее искусств Сан-Мартино и в картинной галерее Авеллино.

## Галерея

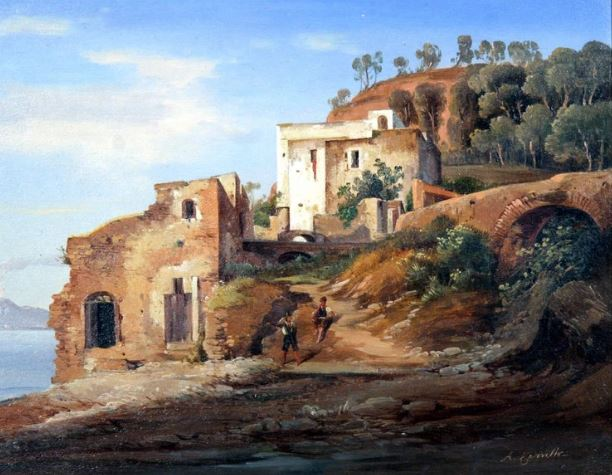
Морской берег близ Сорренто.
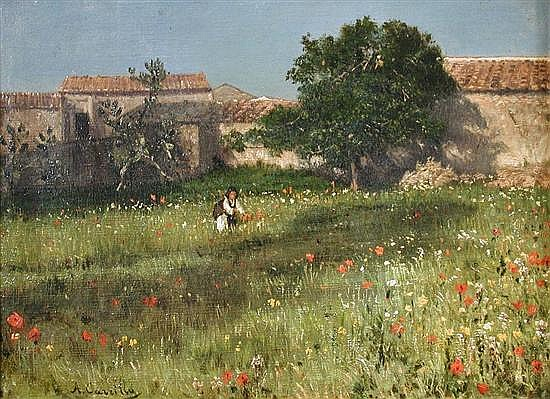
Цветущий дворик.

1. 1 2  Achille Carrillo // RKDartists (нидерл.)
2. ↑  RKDartists (нидерл.)